# Chiasmoneura pulchella
Chiasmoneura pulchella är en tvåvingeart som beskrevs av Loïc Matile 1988. Chiasmoneura pulchella ingår i släktet Chiasmoneura och familjen platthornsmyggor.
Artens utbredningsområde är Elfenbenskusten. Inga underarter finns listade i Catalogue of Life.